# Ivar Westin
Ivar Westin, född den 14 juni 1993, är en svensk professionell tävlingsdansare som är med i landslaget. Westin tävlar bland annat i de officiella swingdanserna. Han var också 5:a i världen i mixing blues (under 16) under året 2008.
Från år 2009 till nutid, är han även känd som cajonist och sångare i det svenska comedybandet "Mys Pys".

### Fotnoter
1. ↑  Axel Frisén (26 januari 2014). ”Ovanligare spelning för Kumlaband” (på svenska). Sydnärkenytt. http://www.sydnarkenytt.se/kumla/artikel/kumlaband-har-boerjat-snurra. Läst 25 augusti 2018.